# Ivan Dejmal (herec)
Ivan Dejmal (* 8. dubna 1987 Frýdek-Místek) je český divadelní a televizní herec, od roku 2019 člen souboru Národního divadla Brno.

## Životopis
Narodil se v Frýdku-Místku. Jako dítě o herectví neuvažoval. O Janáčkově konzervatoři v Ostravě se dozvěděl až od svého kamaráda Vojtěcha Blahuty, jenž se následně stal také hercem. Blahut byl o ročník výše a vyprávěl mu, co se na konzervatoři učí a děje, čímž Dejmala uchvátil a i on se rozhodl to zkusit. Proto mu Vojtěch sehnal monolog a pomohl s přijímačkami. Na konzervatoř byl přijat a po absolutoriu studoval činoherní herectví na DAMU. Už během studií vystupoval ve Švandově divadle a na Letních shakespearovských slavnostech. Po vystudování v roce 2010 nastoupil do angažmá do Moravského divadla v Olomouci. Zde si například zahrál v Arabské noci nebo Krvavé svatbě.
Roku 2014 přestoupil do angažmá do Národního divadla moravskoslezského. V Ostravě ztvárnil řadu rolí. Objevil se jako Gerhard Peterek v inscenaci Za vodou (Dokud nás smrt...), Jarek Lukavski v Donaha! (Hole dupy), Horác ve Škole pro ženy, Petr v Jesus Christ Superstar, Obžalovaný v Teroru, Dan v Josefu a jeho úžasném pestrobarevném plášti, Antoš v Roku na vsi, korepetitor André v Maškarádě čili Fantom Opery, ale také v titulních rolích v Peeru Gyntovi nebo ve Velkém Gatsbym. Mimo jiné ztvárnil Johnnyho v komedii Letět/Groteska o lásce ve Staré Aréně Ostrava. Od roku 2019 působí v Národním divadle Brno, kde například ztvárnil postavou Abbého Coulmiera v Perech markýze de Sade, Merkura v Amfitryonovi, přítele a rádce Maxe v Anatolovi nebo pedagoga Karla Flossmana ve Feministovi.
Za rok 2014 byl v širší nominaci na Cenu Thálie v oboru činohra za roli Gerharda Peterka v inscenaci Za vodou (Dokud nás smrt...) v Národním divadle moravskoslezském. Tu obdržel za rok 2017 ale pro mladého činoherce do 33 let.
Kromě divadla si také zahrál před kamerami. Jeho debutovým filmem byly Anglické jahody, kde si v roce 2008 zahrál ještě jako student DAMU. Nejvíce se ale proslavil díky roli prince Jiřího v pohádce Micimutr z roku 2011.

## Filmografie
| Rok  | Název            | Role       | Poznámky                                           |
| ---- | ---------------- | ---------- | -------------------------------------------------- |
| 2008 | Anglické jahody  |            | film                                               |
| 2011 | Micimutr         | princ Jiří | film                                               |
| 2018 | Modrý kód        |            | televizní seriál, díl: „Životní chvíle“            |
| 2019 | Modrý kód        |            | televizní seriál, díl: „Nebudu vám lhát“           |
| 2022 | Stíny v mlze     |            | televizní seriál, díly: „Hlasy“, „Prank“ a „Závod“ |
| 2024 | Vedlejší produkt |            | TV minisérie                                       |